# Monnina parasylvatica
Monnina parasylvatica är en jungfrulinsväxtart som beskrevs av Charlotte M. Taylor. Monnina parasylvatica ingår i släktet Monnina och familjen jungfrulinsväxter. Inga underarter finns listade i Catalogue of Life.

## Bildgalleri

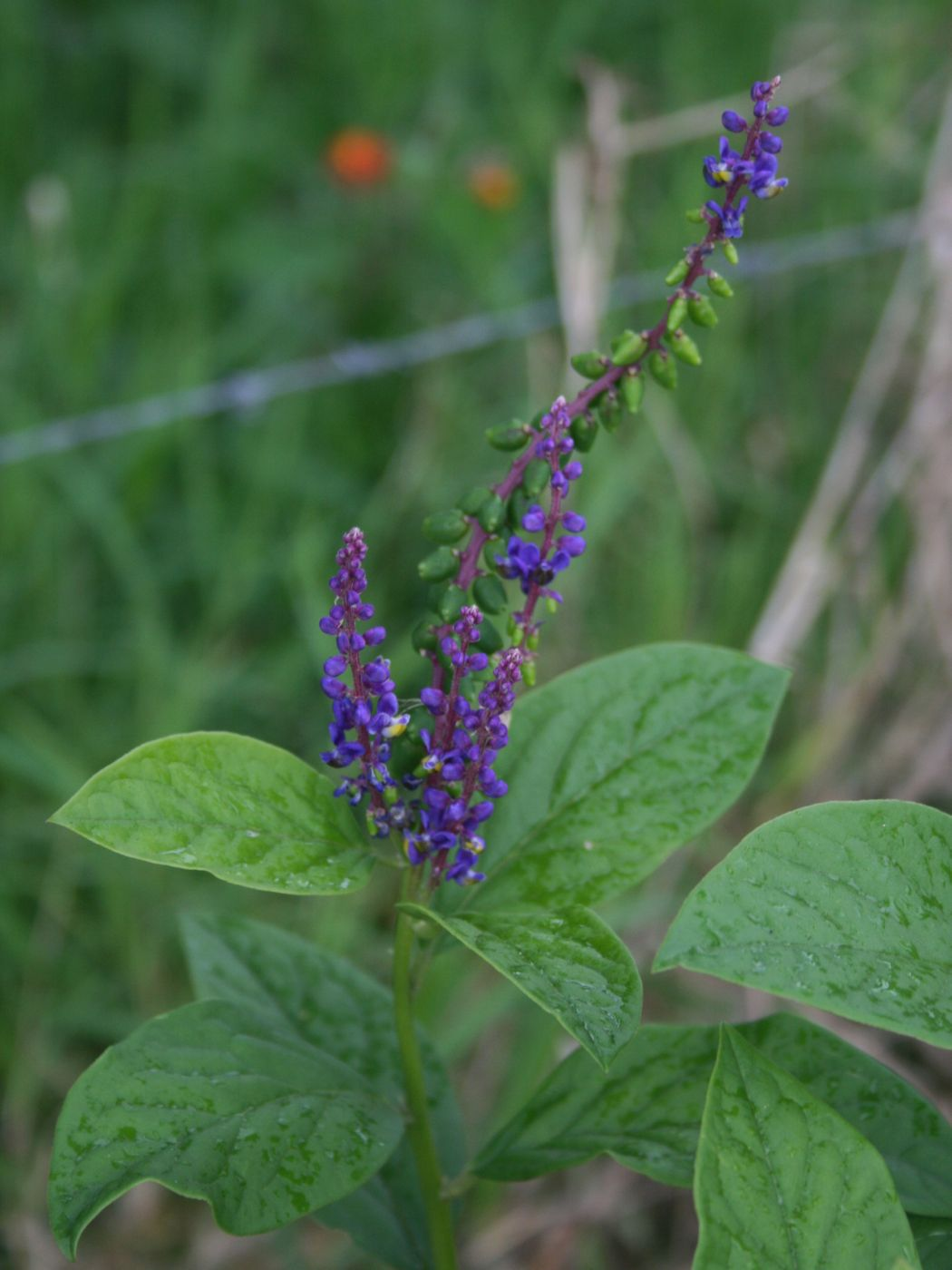
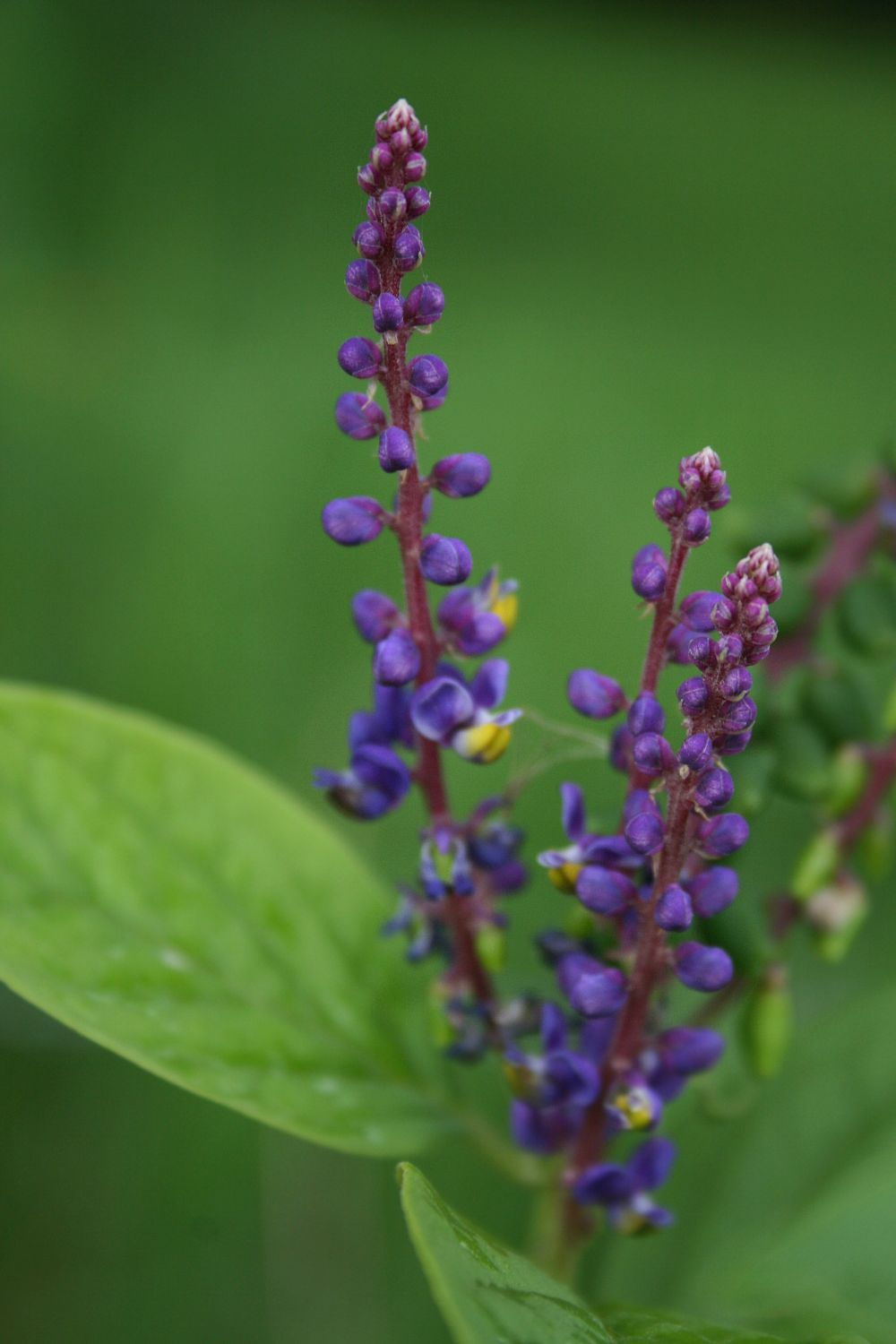